# Maa Telugu Talliki
Maa Telugu Talliki (tiếng Telugu: మా తెలుగు తల్లికి, phát âm [maː teluɡu talliki], IAST: Mā Telugu Talliki, tiếng Việt: Cho mẹ Telugu của chúng ta) là bang ca của Andhra Pradesh, một bang của Ấn Độ. Nó được sáng tác bởi Sankarambadi Sundaraachari vào năm 1942, phổ nhạc bởi Suryakumari, và được chấp nhận vào năm 1956.

## Lời
| Tiếng Telugu | Latinh hóa | Chuyển tự IPA |
| --- | --- | --- |
| మా తెలుగు తల్లికి మల్లెపూదండ మా కన్న తల్లికి మంగళారతులు, కడుపులో బంగారు కనుచూపులో కరుణ, చిరునవ్వులో సిరులు దొరలించు మాతల్లి. గలగలా గోదారి కదలిపోతుంటేను బిరాబిరా కృష్ణమ్మ పరుగులిడుతుంటేను బంగారు పంటలే పండుతాయీ మురిపాల ముత్యాలు దొరులుతాయి. అమరావతీ నగర అపురూప శిల్పాలు త్యాగయ్య గొంతులో తారాడు నాదాలు తిక్కయ్య కలములో తియ్యందనాలు నిత్యమై నిఖిలమై నిలచి వుండేదాకా. రుద్రమ్మ భుజశక్తి మల్లమ్మ పతిభక్తి తిమ్మరసు ధీయుక్తి, కృష్ణరాయల కీర్తి మా చెవులు రింగుమని మారుమ్రోగేదాక నీ పాటలే పాడుతాం, నీ ఆటలే ఆడుతాం జై తెలుగు తల్లి, జై తెలుగు తల్లి. | Mā telugu talliki mallepūdaṇḍa Mā kannatalliki maṅgaḷāratulu, Kaḍupulō baṅgāru kanucūpulō karuṇa, Cirunavvulō sirilu doralincu mā talli. Galagalā Gōdāri kadilipōtuṇṭēnu Birabirā Kṛṣṇamma paruguleḍutuṇṭēnu Baṇgāru paṇṭalē paṇḍutāī Muripāla mutyālu doralutāī. Amarāvati nagara apurūpa śilpālu Tyāgayya gontulō tārādu nādālu Tikkayya kalamulō tiyyandanālu Nityamai nikhilamai nilaci vuṇḍēdāka. Rudramma bhujaśakti mallamma pati bhakti Timmarasu dhīyukti, kṛṣṇarāyala kīrti Mā cevulu riṇgumani mārumrōgēdāka Nī pāṭalē pāḍutām, nī āṭalē āḍutām Jai Telugu Talli, jai Telugu Talli. | [maː teluɡu talːiki malːepuːdaɳɖa] [maː kanːatalːiki maŋgaɭaːɾatulu] [kaɖupulo baŋgaːɾu kanut͡ʃuːpuloː kaɾuɳa] [t͡ʃiɾunaʋːuloː siɾul̪u doɾalint͡ʃu maː talːi] [galagalaː goːdaːɾi kadilipoːtuɳʈeːn̪u] [biɾabiɾaː kɽʂɳamːa paɾuguleɖutuɳʈeːn̪u] [baɳgaːɾu paɳʈaleː paɳɖutaːiː] [muɾipaːla mutjaːl̪u doɾalutaːiː] [amaɾaːʋati nagaɾa apuɾuːpa ɕilpaːlu] [tjaːgajːa gontuloː taːɾaːɖu naːdaːlu] [tikːajːa kalamuloː tijːandanaːlu] [nitjamai nikʰilamai nilat͡ʃi ʋuɳɖeːdaːka] [ɾudr̪amːa bʱud͡ʒaɕakti malːamːa pati bʱakti] [timːaɾas̪u dʱiːjukti kɽʂɳaɾaːjala kiːɾti] [maː t͡ʃeːʋulu ɾiŋgumani maːɾumɾoːgeːdaːka] [niː paːʈaleː paːɖutaːm niː aːʈaleː aːɖutaːm] [d͡ʒai teluɡu talːiki d͡ʒai teluɡu talːiki] |